# 光纤通道
网状通道（Fibre Channel，简称FC）是一种高速网络互联技术（最高速度128Gbps），主要用于连接计算机存储设备。网状通道由信息技术标准国际委员会（INCITS）的T11技术委员会标准化。INCITS受美国国家标准学会（ANSI）官方认可。过去，网状通道大多用于超级计算机，但它也成为企业级存储SAN中的一种常见连接类型。

网状通道协议（Fibre Channel Protocol，FCP）是一种类似于TCP的传输协议，大多用于在光纤通道上传输SCSI命令。